# Represa Urrá I
La Central Hidroeléctrica Urrá I, está localizada en el departamento de Córdoba, al noroccidente de Colombia. Su acceso es vía terrestre, con una distancia de 110 kilómetros desde Montería (capital departamental) y de 30 kilómetros desde el municipio Tierralta.
La principal fuente de abastecimiento de agua es el río Sinú y sus afluentes, que nacen en el Parque nacional natural Paramillo, cubierto en su mayor parte por bosque húmedo tropical y con niveles de precipitación del orden de 3.000 mm/año, factores que contribuyen a mantener un caudal promedio de 340 m3/s. El área de influencia directa de URRÁ I comprende la zona rural del municipio de Tierralta.

## Cronología
- 2 de octubre de 1992: Constitución de la Empresa Multipropósito de Urrá S.A.
- Abril de 1993: El INDERENA aprueba la licencia ambiental para la etapa de construcción del Proyecto Multipropósito Urrá I.
- 22 de julio de 1993: Iniciación de las obras civiles del proyecto Urrá.
- 13 de enero de 1996: Desviación del río Sinú en la Angostura de Urrá, necesaria para la construcción de la Presa.
- 18 de septiembre de 1997: Solicitud ante el Ministerio del Medio Ambiente, de la modificación de la Licencia Ambiental, para el llenado del embalse y operación de la Central Hidroeléctrica.
- Octubre de 1997: La Empresa Multipropósito de Urrá S.A. se transforma en una Empresa de Servicios Públicos (Empresa Urrá S.A. E.S.P.)
- 5 de octubre de 1999: Expedición de la Licencia Ambiental al Proyecto Hidroeléctrico Urrá I, para el llenado del embalse y operación, mediante Resolución n.º 838.
- 15 de febrero de 2000:  Entrada en operación comercial de la Central Hidroeléctrica,
- con la 1.ª unidad de generación. A partir de esta fecha la Empresa Urrá inició la comercialización de la energía que produce la Central.
- 1 de abril de 2000: Entrada en operación de la 2.ª unidad de generación.
- 13 de mayo de 2000: Entrada en operación de la 3.ª unidad de generación
- 15 de junio de 2000: Entrada en operación de la 4.ª unidad de generación de la Central Hidroeléctrica Urrá I.
- 1 de julio de 2000: Inauguración de la Central Hidroeléctrica Urrá I.
- 2 de junio de 2001: Kimy Pernía Domicó, líder de los indígenas Embera Katío del alto Sinú y férreo opositor a la construcción de la represa hidroeléctrica de Urrá I, fue desaparecido y asesinado por paramilitares.
- 2 de mayo de 2007: El CIDET certifica a la Empresa Urrá S.A. E.S.P. en el Sistema de Gestión de la Calidad de la Norma NTC-ISO 9001:2000.
- 31 de diciembre de 2009: Culminación del proyecto Aumento de la Capacidad del Embalse.[3]

## Datos técnicos
La capacidad instalada de la Central Hidroeléctrica Urrá I es de 340 MW distribuida en cuatro turbinas de 85 MW cada una, con una energía media de 1.421 GWh/año y una energía firme anual de 930 GWh/año.

### Rebosadero
Localizado sobre la margen derecha del Río Sinú. Su capacidad máxima de descarga es de 9500 m3/s. Su longitud es de 196.4 metros con vertedero de ancho variable entre 120 metros en la cresta hasta 80 metros en la entrada al río. La Cota de rebose es de 130.5 m s. n. m. Falta su función

### Estructura de toma
Está compuesta por cuatro bocatomas (con un caudal de diseño por cada una de ellas de 175 m3/s),  cuatro compuertas de servicio y una compuerta de guarda.

### Embalse
El Río Sinú se represó a la altura de la angostura de Urrá, a 276 km de su desembocadura. A raíz de la construcción del proyecto Aumento de la Capacidad del Embalse, finalizado en febrero de 2010, la descripción del embalse sufrió modificación..

### Edificio de control
En este se desarrollan las funciones administrativas y cuenta con una sala especializada donde se coordinan y ejecutan las maniobras de control de la Central Hidroeléctrica Urrá I. 

### Presa
Conformada por un terraplén zonificado con núcleo central de gravas arcillosas y espaldones de gravas limpias. Su altura es de 73 metros terminando en una cresta de 660 metros de longitud y 12 metros de ancho.

### Sistema de desviación
Localizado sobre la margen derecha del Río Sinú. Consta de un canal de aproximación, dos túneles paralelos de 7 metros de diámetro y longitud total de 1.183 metros, con una capacidad máxima de descarga por ambos túneles de 1.180 m3/s. El túnel n.º 1 se encuentra sellado, este solo funcionó durante la etapa de construcción. En el túnel n.º 2 se encuentra instalada la descarga de fondo con un sistema de compuertas deslizantes. El caudal de descarga máxima es de 317.4 m3/s.

### Casa de máquinas
De tipo superficial. Alberga cuatro conjuntos turbina-generador tipo Francis de 85 MW por unidad. Tiene una altura de 44 metros y 130 metros de largo, incluye una zona de montaje. La conducción de agua desde el embalse hasta las turbinas se realiza por cuatro túneles de carga con blindaje de acero, cada uno de los cuales tiene 6,5 metros de diámetro y 215 metros de longitud.

### Canal de descarga
El agua una vez turbinada sale a través de un sistema de compuertas correspondientes a dos por cada unidad. El canal conduce el agua turbinada nuevamente al río y su caudal máximo evacuado es de 700 m3/s.

### Dique auxiliar
Localizado sobre la margen derecha del Río Sinú y contiguo a la presa. Posee una altura de 50 metros y una longitud de 600 metros. Sin embargo, esto no ha permitido que todos los daños ocasionados por la construcción de la represa sean resueltos. Eso hablando en cuanto a la infraestructura, ya que vale recordar las amenazas de líderes y al desaparición de personas de la región, los cuales se encontraban en contra del proyecto, ya que sabía de los grandes problemas ambientales y sociales que ocasionan este tipo de mega-proyectos.

## Beneficios de la construcción
- Amortiguación de crecientes motivadas por grandes precipitaciones presentadas en el parque natural Nacional Paramillo, localizado aguas arriba del embalse.

- Aporte de potencia instalada al sistema energético nacional.
- Mejor confiabilidad al sistema eléctrico del Caribe Colombiano.

- Mejor confiabilidad al sistema de alimentación eléctrica de la ciudad de Montería y municipio vecinos.

- Transferencias por venta de energía, establecidas según la Ley 99 de 1993, por la cual la Empresa Urrá S.A. E.S.P. debe transferir recursos durante toda la operación hidroeléctrica, para la preservación y conservación de la cuenca aportante a los municipios de Tierralta, Valencia e Ituango, y a las corporaciones que tienen jurisdicción en la cuenca como son; Corporación Autónoma Regional de los Valles del Sinú y San Jorge CVS y Corantioquia.[5]
- Aporte a la energía de la ciudad y ciudades vecinas.

## Violaciones a los derechos humanos
La planificación de la represa y su construcción estuvieron envueltas en graves violaciones de Derechos Humanos en la región. La licencia ambiental en 1999, se dio en el auge del paramilitarismo, que con su accionar a través de intimidaciones, asesinato y desplazamiento forzoso favorecieron el despojo de predios que sería parte del territorio de llenado de la represa. 
Dicha intervención violenta de carácter estatal y para-estatal fue necesaria para la construcción de tan controvertida obra, a pesar de la oposición de las comunidades indígenas Emberá de la región, puesto que afectaban gravemente la autonomía en su territorio, su soberanía alimentaria y su supervivencia como pueblo. En el este contexto fue asesinado Kimy Pernía Domicó a manos de los paramilitares, líder de la comunidad Emberá que se oponía al proyecto, por orden de políticos antioqueños y cordobeses.